# Pancerniki typu South Dakota (1920)
Pancerniki typu South Dakota – typ amerykańskich pancerników z okresu po I wojnie światowej, których budowa została przerwana z powodu ustaleń traktatu waszyngtońskiego.
Do budowy okręty zatwierdzono 4 marca 1917. Projekt został zatwierdzony przez Sekretarza Marynarki 8 lipca 1918 roku. Położenie stępki sześciu okrętów nastąpiło w 1920 roku. W wyniku ustaleń traktatu ich budowa została wstrzymana 8 lutego 1922 roku, a nieukończone kadłuby stojące na pochylniach sprzedano na złom w 1923 roku, gdy budowa została ukończona w 24 – 38 procentach. Pierwszy typ South Dakota opierał się na projekcie pancerników typu Colorado, ze znacznymi zmianami. Okręty te miały być wolniejsze, ale mocniej uzbrojone i opancerzone w stosunku do typu Lexington
Typ South Dakota został zamówiony w tym samym programie „second-to-none” w którym zostały zamówione krążowniki liniowe typu Lexington, które później zostały przeznaczone do konwersji na lotniskowce ze względu na to, że ich konstrukcja była zaprojektowana do osiągania większych prędkości. Dwa kadłuby okrętów typu Lexington zostały przerobione na lotniskowce typu Lexington, pozostałe dziesięć okrętów budowanych w programie z 1917 roku (cztery krążowniki liniowe i sześć pancerników) zostało złomowanych.
Podobnie jak typ Lexington, South Dakota były dużymi okrętami, których wyporność była o około jedną trzecią większa od poprzedników. Były klasycznymi amerykańskimi pancernikami: dobrze zabezpieczonymi przeciw ogniowi artyleryjskiemu i torpedami, ciężko uzbrojonymi, ale relatywnie wolnymi (prawdopodobna ich prędkość wynosiłaby 23 węzły), budowanymi do zwyciężania w bojach toczonych przy pomocy dział najcięższego kalibru w szyku liniowym. Ich główne uzbrojenie było o pięćdziesiąt procent większe (12 do 8) od poprzedników, a ich 16-calowe działa należały do silniejszego typu w porównaniu do tych, w jakie były wyposażone okręty je poprzedzające. Po przerwaniu budowy niektóre elementy uzbrojenia zostały wykorzystane do wzmocnienia obrony brzegowej. Pancerz i kotły z pancerników South Dakota zostały także wykorzystane do zmodernizowania starych pancerników.

## Dane techniczne
- Uzbrojenie
  - 12 dział kalibru 406 mm z lufami o długości 50 kalibrów (4 x III)
  - 16 dział kalibru 152 mm z lufami o długości 53 kalibrów (16 x I)
  - 8 działa przeciwlotnicze kalibru 76 mm z lufami o długości 50 kalibrów (8 x I)
  - dwie wyrzutnie torped kalibru 533 mm (podwodne)
- Napęd
  - 2 turbiny parowe połączone z dwoma trójfazowymi generatorami (28 kV każdy), napędzające dwa silniki elektryczne
  - 16 kotłów Babcock & Wilcox opalanych ropą,
  - moc 60 000 shp
  - 4 śruby

## Zestawienie

- USS „South Dakota” (BB-49)
- USS „Indiana” (BB-50)
- USS „Montana” (BB-51)
- USS „North Carolina” (BB-52)
- USS „Iowa” (BB-53)
- USS „Massachusetts” (BB-54)